# Sergio Lanza
Sergio Lanza (* 18. Juni 1945 in Morbegno, Provinz Sondrio, Lombardei; † 20. September 2012 in Rom) war ein katholischer Theologe.

## Leben
Sergio Lanza empfing nach seiner philosophisch-theologischen Ausbildung im Priesterseminar in Como am 22. Juni 1969 die Priesterweihe. Nach einem Studienabschluss in Katholischer Theologie an der Päpstlichen Universität Gregoriana (1970) und in Bibelwissenschaften am Päpstlichen Bibelinstitut (1973) erwarb er ein Lizenziat in Pädagogik an der Universität Urbino (1978). 1983 wurde er mit einer Dissertationsschrift mit dem Titel Das Problem des historischen Jesus im Denken Joachim Jeremias’. Eine methodologische Untersuchung an der Lateranuniversität in Rom zum Dr. theol. promoviert.
Lanza war Professor für Pastoraltheologie und Katechese an der Päpstlichen Lateranuniversität, Direktor des Päpstlichen Pastoralinstituts und Dekan der theologischen Fakultät. Lanza war Autor zahlreicher wissenschaftlich-theologischer Werke.
Er war Berater der Kongregation für den Klerus und des Päpstlichen Rates für die Kultur sowie langjähriger Präsident der Finetica, einem bankwirtschaftlichen Beratergremium im Fokus der Soziallehre der Päpstlichen Lateranuniversität und der Mailänder Wirtschaftsuniversität Luigi Bocconi. Lanza engagierte sich für die Stiftung Centesimus Annus Pro Pontifice.
Der Ständige Rat der Italienischen Bischofskonferenz ernannte ihn am 18. März 2008 zum Kirchlichen Assessor und Generalkaplan der Università Cattolica del Sacro Cuore, der größten nicht-staatlichen Universität Europas.
Am 7. Dezember 2011 ernannte ihn Papst Benedikt XVI. zum Berater des Päpstlichen Rates zur Förderung der Neuevangelisierung. Am 17. Juli 2012 verlieh ihm Benedikt XVI. den Ehrentitel Kaplan seiner Heiligkeit (Monsignore).
Er starb an den Folgen einer Atemwegserkrankung in der Gemelli-Klinik in Rom.

## Schriften
- La cristologia di Gesù. Il Gesù della storia nell’opera di Joachim Jeremias, Edizioni Dehoniane, Napoli 1983
- La narrazione in catechesi, Edizioni Paoline, Roma 1985
- La nube e il fuoco. Un percorso di teologia pastorale, Edizioni Dehoniane, Roma 1995
- Cultura e pastorale del terzo millennio. Da Palermo il nuovo cammino (con Saverio Gaeta), Edizioni Paoline, Roma 1996
- Introduzione alla teologia pastorale. 1. La teologia dell’azione ecclesiale, Queriniana, 2000
- Vocazioni. Carità come vangelo, Cantagalli, 2002
- Etica, finanza e valore d’impresa (con Michele Calcaterra e Francesco Perrini), EGEA, 2003
- La parrocchia in un mondo che cambia – Situazioni e prospettive, OCD, 2004
- Convertire Giona. Pastorale come progetto, OCD, Roma 2005